# عبد الله تراوري (منافس ألعاب قوى)
عبد الله تراوري (بالفرنسية: Abdoulaye Traoré)‏ هو منافس ألعاب قوى مالي، ولد في 29 مارس 1959.

## وصلات خارجية
- عبد الله تراوري على موقع أوليمبيديا (الإنجليزية)